# Прихований виклик
Прихований виклик (англ. Close Call) — американська кримінальна драма 2004 року.

## Сюжет
Дженні живе у Лос-Анджелесі із своїми батьками Джоан і Девідом Кім. Але після розлучення батьків, суддя надає право опіки її матері, що нехтує дочкою в той час як розчарований Девід повертається в Сеул. Шість років по тому, Дженні безрозсудний підліток, її виключено зі школи. Вона вживає наркотики та алкогольні напої, а її найкраща подруга є сирота наркоторговець Беккі. Адвокат Елліот Краснер вирішує викликати свого колишнього друга Давіда, щоб розповісти йому про згубну поведінку Дженні, і Девід повертається в Лос-Анджелес. Він готовий на всі жертви, щоб допомогти його доччі змінити її життя поки не стало занадто пізно.

## У ролях
- Енні Лі — Дженні Кім
- Філіп Мун — Девід Кім
- Жан Деверо — інструктор моделювання
- Джефф Фейгі — Елліот Краснер
- Крістіна Ма — Джоан Кім
- Фаліна Гопкінс — Беккі
- Енджі Лі — Таня
- Фрейн Розанофф — Ріккі
- Адоні Маропіс — Pimp
- Дрю Фуллер — Сем
- Метью Ботучіс — Джордж Краснер
- Алексія Алеман — Кеті
- Кетлін Гіккі — місіс Вільямс
- Мері Лінда Філліпс — радник
- Кей Лу — маленька Дженні
- Джеймс Кваттрочі — Честер
- Джанет Госкінс — суддя
- Сьюзен Талбот — Шарон Краснер
- Маршу Фі Бергер — місіс Вільямс
- Адам Лебау — брат Річарда
- Мішель Баян — поліцейський
- Марні Гудфренд — приятель
- Вага Голл — хлопець в душовій кабінці
- Ерік Генсман — Джеральд
- Гарі Кон — наркоман
- Метью Р. Мур — хлопець у класі
- Меттью Сакс — кузен
- Роберт Френк Телфер — директор
- Розалінд Троппер — «Blondie»
- Вільям П. Келлі — поліцейський 1